# Cannon Hill Park
Cannon Hill Park est l'un des parcs de Birmingham, en Angleterre.

## Galerie de photos

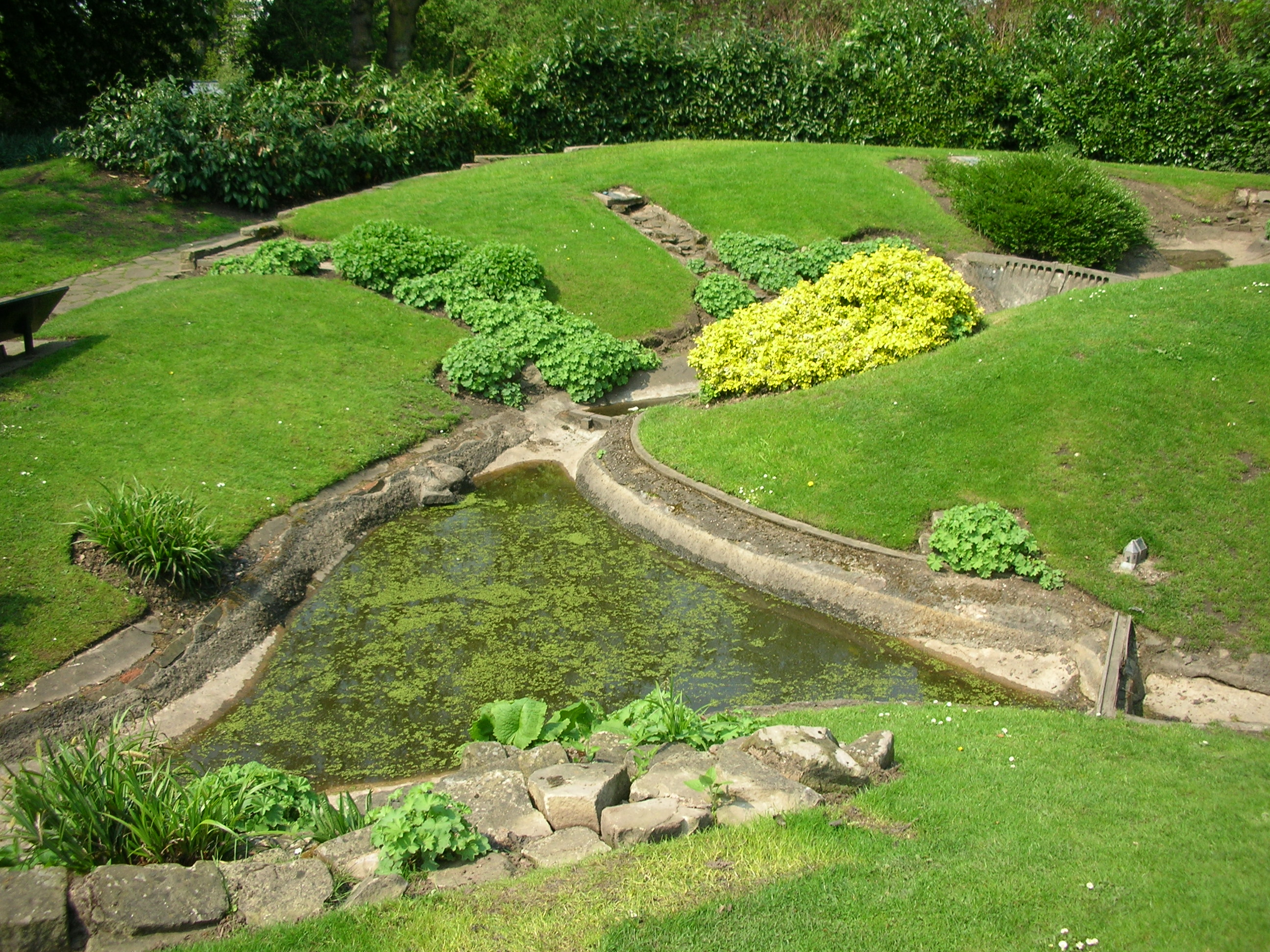
Elan Valley Reservoirs
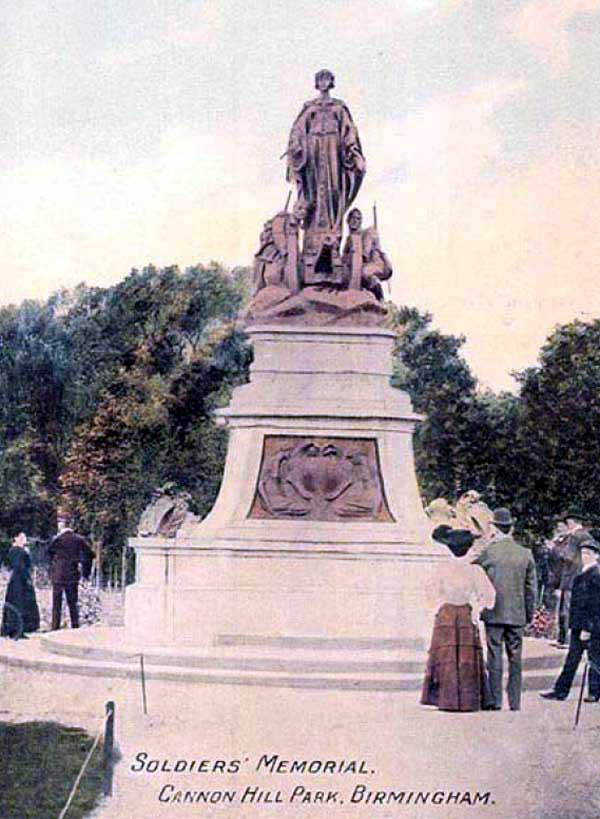
Mémorial sud-africain
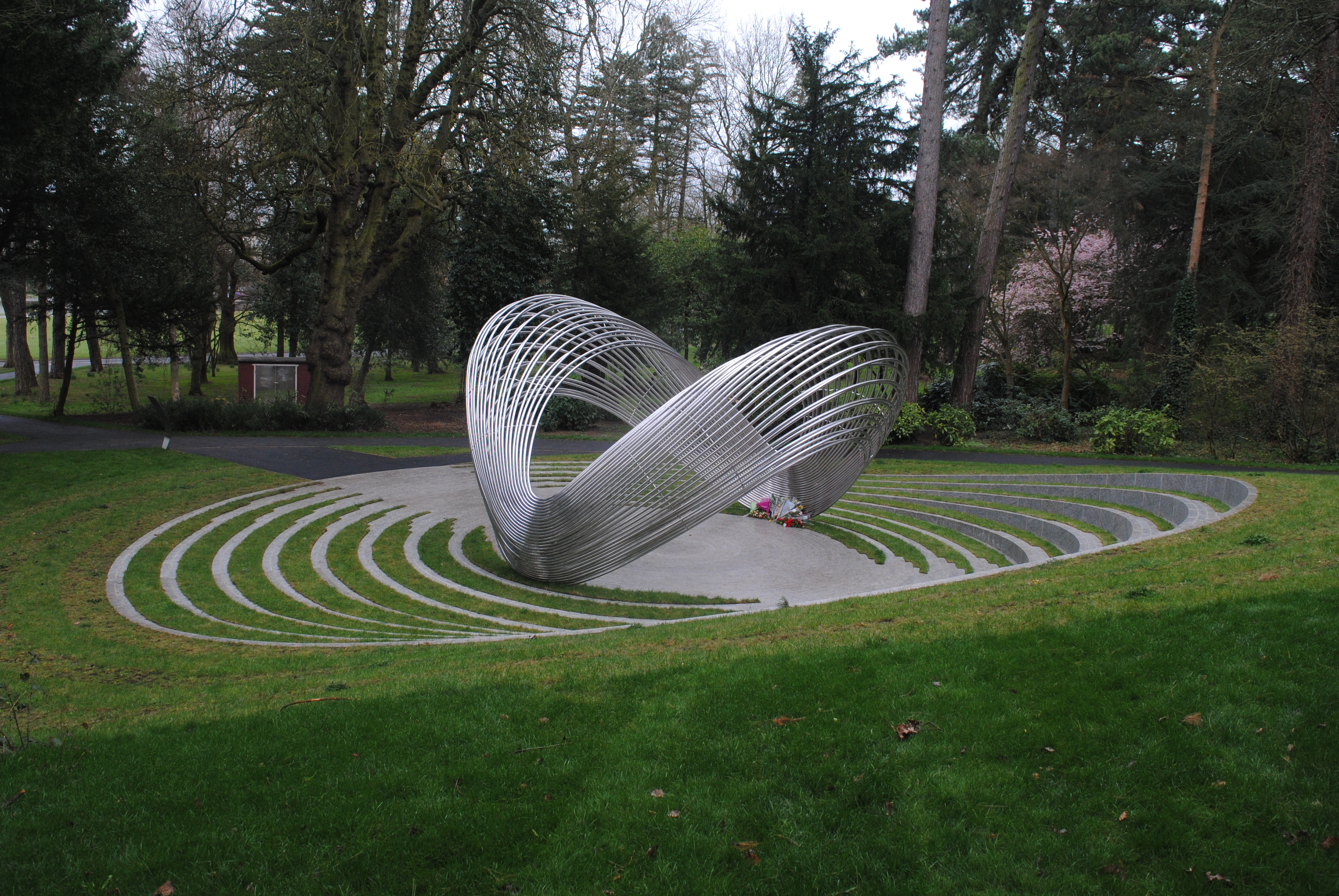
Mémorial de la vague infinie
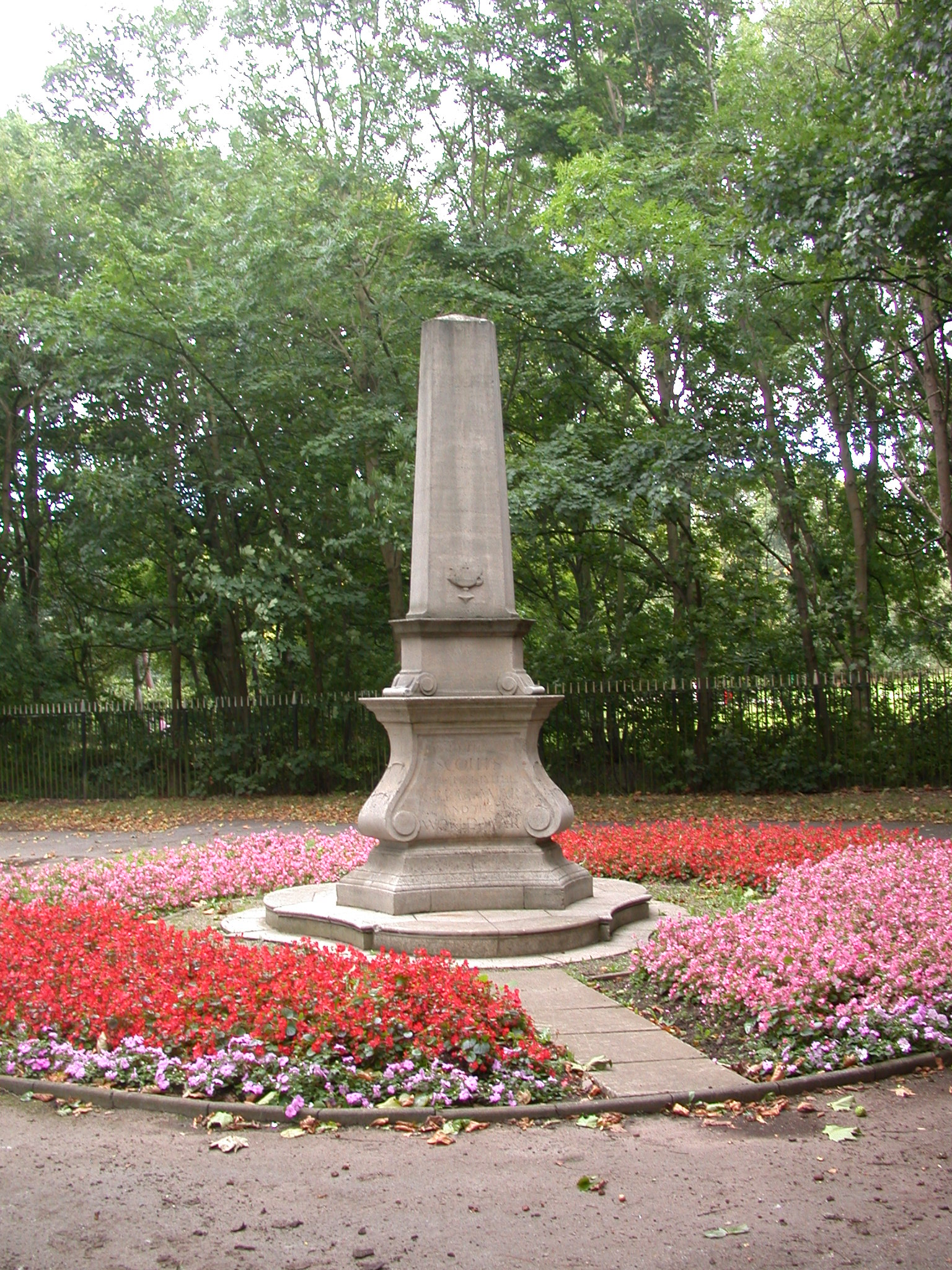
Mémorial Scout